# Frontière entre l'Allemagne et le Danemark
La frontière entre l'Allemagne et le Danemark est une frontière internationale terrestre et maritime séparant ces deux pays, membres de l'Union européenne.
En 1864 est signé le traité de Vienne, clôturant la guerre des Duchés, par lequel le Danemark cède les duchés de Schleswig et de Holstein conjointement au royaume de Prusse et à l'empire d'Autriche, les deux grandes puissances alors membres de la Confédération germanique. La convention de Gastein de 1865 attribue l'administration du Schleswig à la Prusse et celle du Holstein à l'Autriche mais un an plus tard éclate la guerre austro-prussienne, voyant la victoire des Prussiens et l'éviction des Autrichiens de la confédération. Ces derniers doivent également céder le Holstein aux vainqueurs qui fonderont cinq ans plus tard l'Empire allemand.

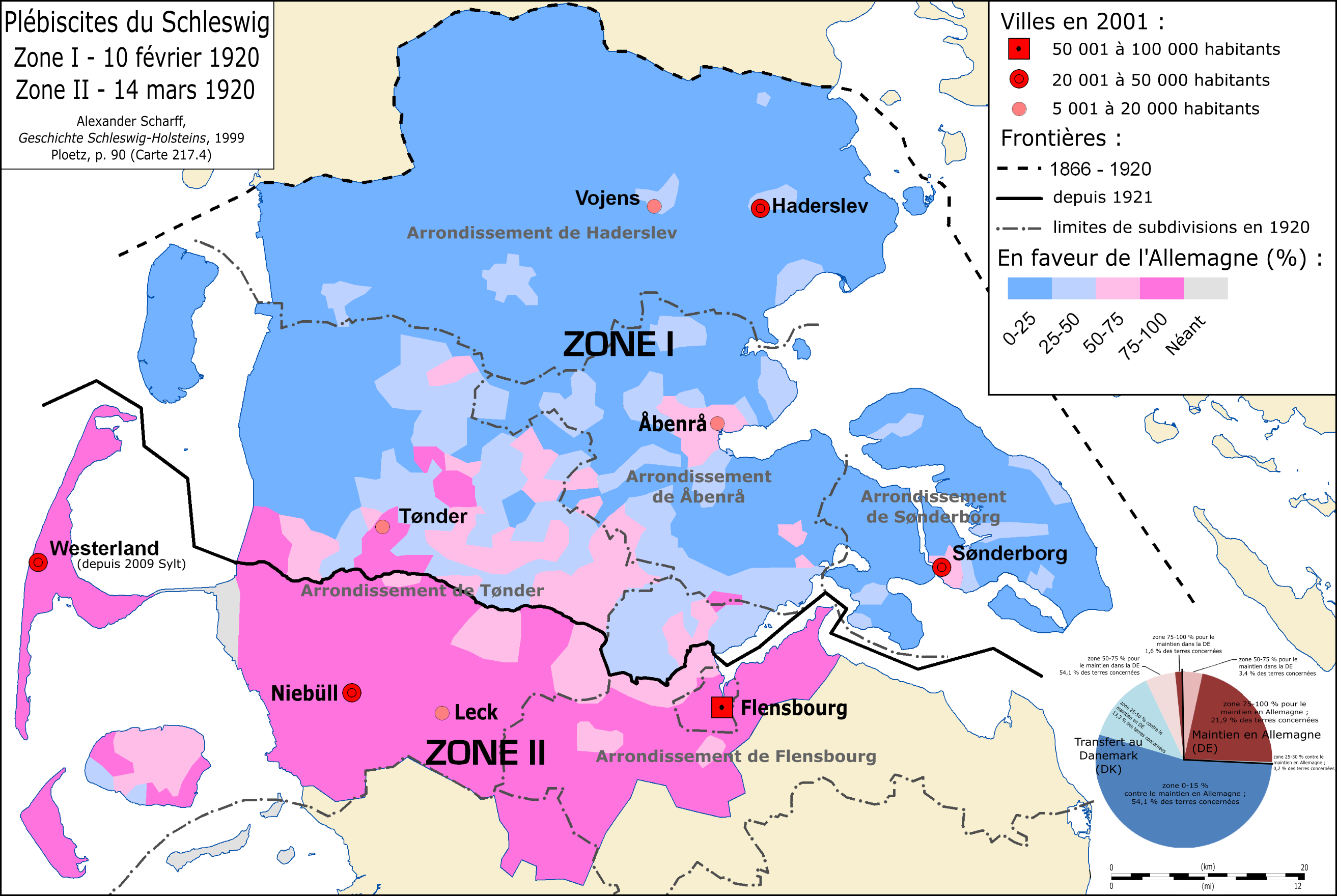
Carte montrant les résultats du référendum de 1920 et le tracé de la frontière terrestre.

L'Allemagne vaincue après la Première Guerre mondiale, la question de la restitution du Schleswig central et septentrional peuplés majoritairement de Danois se pose. Elle est réglée par l'organisation d'un référendum en 1920, dont les résultats furent favorables au Danemark. La frontière germano-danoise fut ainsi définitivement fixée. C'est actuellement l'une des frontières intérieures de l'espace Schengen.

## Passages

### Points de passages routiers
Il existe de nombreux points de passages routiers traversant la frontière. Le tableau ci-dessous reprend ceux concernant les routes européennes, de l'ouest vers l'est.
| Route Européenne | Route d'Allemagne | Villes desservies              | Point de passage     | Villes desservies            | Route du Danemark |
| ---------------- | ----------------- | ------------------------------ | -------------------- | ---------------------------- | ----------------- |
| E 45             |                   | Göttingen - Hanovre - Hambourg | Flensbourg / Padborg | Frøslev - Kolding - Vejle    | E45               |
| E 47             |                   | Lübeck                         | Puttgarden / Rødby   | Farø - Copenhague - Elseneur | E47               |
| E 55             |                   | Dresde - Berlin - Rostock      | Nykøbing Falster     | Farø - Copenhague - Elseneur | E55               |

### Points de passages ferroviaires
Il existe quatre points de passages ferroviaires traversant la frontière. Toutes les lignes sont à voie à écartement normal. Le tableau ci-dessous les reprend.
| Code UIC | Ligne d'Allemagne                                          | Gare d'Allemagne | Ligne du Danemark                        | Gare du Danemark | Remarques |
| -------- | ---------------------------------------------------------- | ---------------- | ---------------------------------------- | ---------------- | --- |
| 023      | 1100 Ligne de Lübeck à Puttgarden (de) / Fugleflugtslinjen | Puttgarden       | Ligne de Ringsted à Rødby Færge (de)     | Rødby            | Lien par ferry-train. Voie unique non électrifiée de chaque côté                                                                                     |
| 024      | 6325 Ligne de Neustrelitz à Warnemünde (de)                | Warnemünde       | Ligne de Nykøbing à Gedser (de)          | Gedser           | Lien par ferry-train. Double voie électrifiée côté allemand ; voie unique non électrifiée, côté danois, déposée en 2009. A fonctionné de 1903 à 1995 |
| 405      | 1201 Ligne de Niebüll à Tønder (nl)                        | Süderlügum       | Ligne de Niebüll à Tønder (nl)           | Tønder           | Ligne à voie unique non électrifiée |
| 406      | 1000 Ligne de Fredericia à Flensbourg (de)                 | Flensbourg       | 26 Ligne de Fredericia à Flensbourg (de) | Padborg          | Double voie électrifiée en 15 000 V 16 ²⁄₃ Hz côté allemand et 25 000 V 50 Hz côté danois                                                            |